# Piranha Games
Piranha Games Inc. é uma desenvolvedora canadense de jogos eletrônicos sediada em Burnaby, Colúmbia Britânica. A empresa foi fundada por Russ Bullock, presidente e produtor executivo, e Bryan Ekman, vice-presidente e diretor criativo. A Piranha Games é uma das mais antigas desenvolvedoras de jogos na área da Grande Vancouver e estava sediada no International Village Mall na área de Chinatown até sua mudança para sua atual sede em Burnaby. Em 25 de novembro de 2020, a Piranha Games firmou um acordo para ser adquirida pela Enad Global 7.

## História
No outono de 1999, três empreendedores - Bullock, Ekman e Jason Holtslander - decidiram criar um mod de Half-Life chamado Die Hard: Nakatomi Plaza (DH:NP). Depois de trabalharem juntos por alguns meses, a equipe recebeu uma carta da Fox Interactive exigindo que todo o trabalho no mod cessasse e desistisse. Os três usaram esse evento como um catalisador para perseguir seus sonhos de iniciar um novo estúdio de desenvolvimento e transformar Die Hard: Nakatomi Plaza em um produto completo para a plataforma do windows.
A Piranha Games Inc. foi oficialmente fundada no início de 2000 por Bullock, Ekman e Holtslander, com uma infusão inicial de financiamento privado. Após um período de 8 meses criando demos para a Fox Interactive, um acordo foi fechado em agosto de 2000, e Die Hard: Nakatomi Plaza estava oficialmente em produção.
Em 25 de novembro de 2020, a empresa sueca Enad Global 7 adquiriu a Piranha Games por CAD$ 31,4 milhões, a aquisição foi concluída em 1º de março de 2021.

### Primeiros anos
O trabalho começou a sério no DH:NP em meados de agosto de 2000. A equipe dobrou de tamanho de seis desenvolvedores para doze e mudou-se para seu novo escritório no centro de Vancouver. A produção no DH:NP avançou firmemente durante o inverno e em 2001 em preparação para a E3 2001. Após uma modesta exibição na E3, o DH:NP continuou o desenvolvimento, visando uma data de lançamento no outono. Trabalhando duro pelos próximos 6 meses, com a equipe exausta e os proprietários em desacordo uns com os outros, a data de lançamento do jogo foi adiada para a primavera de 2002. Durante o verão e o outono de 2001, Jason Holtslander foi comprado pelos diretores restantes.
com a saída de holtslander, a piranha reorientou sua energia para terminar dh:NP e expandir o negócio para o espaço casual por meio da criação de um novo selo e empresa chamado Jarhead Games. Na primavera de 2002, DH:NP foi lançado.
No verão de 2005, a Piranha Games começou a trabalhar em um título não anunciado para a próxima geração, que mais tarde foi revelado como um novo jogo Mechwarrior. Na primavera de 2007, Piranha Games foi contratado para trabalhar em EA Playground para o Nintendo DS e Medal of Honor: Heroes 2 para o PSP. A Piranha Games também trabalhou com Gearbox Software para desenvolver a versões de PS3 e Xbox 360 do Duke Nukem Forever, junto com o componente multijogador.
Em 2011, depois de não conseguir trabalhar com os antigos detentores dos direitos Smith & Tinker para financiar um novo jogo MechWarrior, a Piranha Games comprou os direitos da série deles.
Após um longo período sem notícias sobre o novo jogo MechWarrior, a Piranha anunciou que o jogo, após alguns "falsos começos", havia se tornado MechWarrior Online, e havia sido transformado em um MMO baseado em mecha. MechWarrior Online encerrou a fase Beta Fechada em 2012, e foi lançado oficialmente após um Beta Aberto no outono de 2013 com avaliações medíocres dos críticos, e recepção ruim com os fãs da franquia.

### Atual
A PGI continua o desenvolvimento iterativo ao vivo de Mechwarrior Online. Em 5 de dezembro de 2016, a Piranha anunciou o desenvolvimento de MechWarrior 5: Mercenaries, um título de campanha solo de compra única para a franquia usando o motor Unreal Engine 4, com uma demonstração jogável a ser lançada no evento anual Vancouver Mech-Con da empresa em dezembro de 2017 e lançamento completo remarcado para setembro de 2019 (originalmente dezembro de 2018).
Em 25 de julho de 2019, foi anunciado que MechWarrior 5: Mercenaries seria adiado novamente com uma data de lançamento de 10 de dezembro de 2019. O jogo também seria exclusivo da Epic Games Store por 1 ano., Embora também tenha sido lançado para Xbox Game Pass.

## Jogos desenvolvidos
| Ano  | Título                     | Plataformas                                                      | Publicadora                                  | Notas                     |
| ---- | -------------------------- | ---------------------------------------------------------------- | -------------------------------------------- | ------------------------- |
| 2002 | Die Hard: Nakatomi Plaza   | Windows                                                          | Sierra Entertainment/Vivendi Universal Games |                           |
| 2007 | Medal of Honor: Heroes 2   | PSP                                                              | Electronic Arts                              | Somente a versão PSP      |
| 2008 | Need for Speed: Undercover | PSP                                                              | Electronic Arts                              | Somente a versão PSP      |
| 2009 | Bass Pro Shops: The Strike | Windows, Xbox 360, Wii                                           | XS Games/Psyclone                            |                           |
| 2010 | Bass Pro Shops: The Hunt   | Windows, Xbox 360, Wii                                           | XS Games                                     |                           |
| 2011 | Duke Nukem Forever         | Windows, PS3, Xbox 360, macOS                                    | 2K Games                                     | Desenvolvimento adicional |
| 2011 | Days of Thunder            | PS3, Xbox 360                                                    | Paramount Digital Entertainment/505 Games    |                           |
| 2013 | MechWarrior Online         | Windows                                                          | Piranha Games/Infinite Game Publishing       |                           |
| 2019 | MechWarrior 5: Mercenaries | Windows, PlayStation 4, PlayStation 5, Xbox One, Xbox Series X/S | Piranha Games                                |                           |
| 2024 | MechWarrior 5: Clans       | Windows, PlayStation 5, Xbox Series X/S                          | Piranha Games                                |                           |

### Jarhead Games
- Elite Forces: Navy SEALs (Windows)
- CTU: Marine Sharpshooter (Windows)
- Elite Forces: Navy SEALs - Weapons of Mass Destruction (Windows)
- Western Outlaw: Wanted Dead or Alive (Windows)
- Marine Sharpshooter II: Jungle Warfare (Windows)
- World War II: Sniper - Call to Victory (Windows)
- Army Ranger: Mogadishu (Windows)
- Outlaw Chopper (Windows)
- DMZ: North Korea (Windows)
- NRA Gun Club (PlayStation 2)
- Bass Pro Shops: Trophy Hunter 2007 (Windows, Xbox)
- Marine Sharpshooter 3 (Windows)